# Købestævne i Fredericia
|  | Denne artikel er oprettet af botten Steenthbot ud fra en ekstern database. Den kan derfor have sproglige fejl eller mangler. Denne skabelon kan fjernes efter kontrol af indholdet. |

Købestævne i Fredericia er en dansk dokumentarisk optagelse fra 1941.

## Handling
Det store købestævne i Fredericia, som afholdes hvert år i udstillingsbygninger på voldanlægget. Der er blandt meget andet møbler, kunstindustri og modeopvisning. 'Lynvaskeren' demonstreres.